# The Advocate (Stamford)
Pour les articles homonymes, voir The Advocate (homonymie).
The Advocate est un quotidien américain de langue anglaise basé à Stamford, au Connecticut. Fondé en 1829, le journal partage son édition et sa publication avec le Greenwich Time, les deux journaux étant détenus depuis 2007 par Hearst Corporation, une multinationale avec 4 milliards de dollars de bénéfices.
The Advocate est diffusé à Stamford et dans les villes du sud-ouest du Connecticut, dont Darien et New Canaan. Depuis 2003, il publie aussi une édition séparée à Norwalk. Le quartier général du journal déménagea en 2008 du centre de Stamford pour aller s'installer au complexe de Riverbend. Il y a aussi un bureau à Norwalk.

## Histoire
The Advocate est la plus ancienne entreprise de Stamford. Il a changé plusieurs fois de nom.